# Soldato blu
Soldato blu (in inglese Soldier Blue) è un film western statunitense del 1970, diretto da Ralph Nelson e liberamente ispirato al romanzo storico di T. V. Olsen Arrow in the Sun, basato sul massacro di Sand Creek del 1864.
Il regista compare nella parte dell'agente Long, accreditato come Alf Elson.
Si tratta di uno dei film western che inaugurarono la visione cinematografica della frontiera americana dal punto di vista dei nativi americani e di condanna del bellicismo dei discendenti europei, con allegoria alla contemporanea guerra del Vietnam.

## Trama
Colorado, 1877. Un convoglio americano, diretto a Fort Reunion, che trasporta una cassa di denaro destinata alle paghe dell'esercito e una ragazza, Katy Lee (Cresta Lee), viene attaccato dai Cheyenne. Nello scontro, 22 soldati perdono la vita: gli unici superstiti sono Katy e un giovane soldato di nome Honus Gent, i quali trovano rifugio su una collina. Dopo che i nativi americani si allontanano, i due discendono, scoprendo che l'oro trasportato è stato rubato. Katy è una giovane donna che, rapita, ha vissuto con i Cheyenne e quando Honus vorrebbe pregare per i soldati morti, alcuni dei quali mutilati e scotennati, lo schernisce, iniziando a chiamarlo "soldato blu", e difende i Cheyenne, sostenendo che tali comportamenti sono stati insegnati loro dai soldati americani. Lo informa anche di essere stata la moglie del loro capo, Lupo Pezzato. Mentre i due si dirigono verso il forte, dove il fidanzato di Katy la sta aspettando, discutono della presenza dei soldati in quelle terre. Honus afferma che i nativi sono dei selvaggi. Katy controbatte affermando che tutte le tribù presto verranno sterminate e raccontando al soldato le atrocità che ha visto compiere dalle giacche blu, durante un attacco a un campo cheyenne. Honus non le crede, convinto che le sue siano solo menzogne. Durante il tragitto, Honus perde un calzino e, mentre lo cerca, viene circondato da un gruppo di Kiowa; la sorte dei due sembra segnata, ma Katy insulta il loro capo, il quale, sentendosi oltraggiato, sfida Honus in un duello con il coltello. Il soldato esce vincitore, rifiutandosi però di finire il Kiowa ferito; questi viene finito dai suoi compagni, che immediatamente si allontanano. Dopo l'accaduto Katy per la prima volta chiama Honus per nome, ma il ragazzo, ancora scosso per gli ultimi eventi, si incammina da solo, senza aspettare Katy, che è costretta a correre per raggiungerlo. L'amicizia tra i due cresce sempre più, in particolare quando Honus caccia una lepre selvatica, che permette loro di mangiare carne dopo molto tempo. Un'alluvione fa perdere ai giovani il fucile e alcune provviste.
Poco tempo dopo, trovano un fuoco acceso e un carro appartenente al losco Isaac Q. Cumber. L'uomo li accoglie spacciandosi per un normale mercante, ma il soldato sospetta che egli venda di nascosto fucili ai Cheyenne. Katy cerca di dissuadere Honus dall'ispezionare il carro, ma alla fine confessa al soldato di aver già visto il mercante due volte, quando era al campo dei Cheyenne. Honus la accusa di tradimento, ma lei risponde che preferirebbe essere una Cheyenne piuttosto che un soldato di un esercito assetato di sangue. Honus riprende a cercare e, dopo una breve perquisizione, trova un doppiofondo nel carro con molti fucili destinati ai Cheyenne. Isaac lo sorprende e fa prigionieri i due. Una volta che Isaac si è allontanato, Honus riesce a rompere con i denti la corda che lega Katy e, prima di allontanarsi, brucia il carro, distruggendo i fucili; il mercante, vedendo il fumo e sentendo le munizioni esplodere, torna indietro e ferisce Honus a una gamba con un colpo di fucile. Comincia un inseguimento, durante il quale Katy con un trucco riesce a rallentare il mercante che però non smette di inseguirli, aiutato dalle tracce di sangue che Honus lascia lungo il tragitto. Allo stremo delle forze il soldato sviene e cade da cavallo; Katy smonta per soccorrerlo e l'animale fugge. Rimasti a piedi, Katy trascina Honus in una grotta e cancella le tracce con degli arbusti; Cumber sopraggiunge nel luogo dove sono nascosti ma, non vedendo tracce, si allontana. Una volta salvi Katy medica la brutta ferita di Honus. Al risveglio del soldato entrambi si scoprono innamorati e Katy regala a Honus il dono d'amore che le aveva dato Lupo Pezzato.
La mattina dopo Katy se ne va da sola, per giungere prima a Fort Reunion e mandare dei soldati a prendere Honus ancora convalescente. La ragazza viene trovata dall'esercito e condotta al cospetto del comandante del presidio, il colonnello Iverson. Qui ritrova il fidanzato, il tenente McNair; durante il loro breve incontro la donna scopre che i soldati conoscono il luogo dove i Cheyenne sono accampati e che il mattino dopo attaccheranno il villaggio. Prendendo un cavallo con uno stratagemma, Katy si precipita ad avvisare Lupo Pezzato del pericolo, pregandolo di allontanarsi. Egli crede al trattato di pace stipulato con i bianchi e, contrariamente ai suoi compagni che vorrebbero combattere, sceglie di rimanere sul luogo per parlamentare con i soldati. Honus nel frattempo ritrova il cavallo che era fuggito e raggiunge il reparto, ormai giunto nei pressi del campo cheyenne. Il giovane soldato cerca in tutti i modi di dissuadere il colonnello dall'attaccare l'accampamento, ma questi non intende modificare i suoi piani e il mattino dopo, nonostante Lupo Pezzato sventoli la bandiera bianca insieme alla bandiera americana, ordina l'attacco. Iverson, senza pietà, mette a ferro e fuoco il villaggio, dove sono rimasti solo donne, vecchi e bambini.
I soldati, sotto gli occhi sconvolti di Honus, violentano le donne, uccidono i bambini e fanno scempio dei cadaveri. Una volta che l'azione ha termine, Honus rivede Katy che tiene in braccio una bambina cheyenne, ormai morta, davanti a una distesa di cadaveri crivellati. La ragazza, ricordando il loro primo incontro, gli chiede se ora non intenda pregare per questi morti, dicendo qualche bella frase. L'unica risposta è il vomito del soldato per l'angoscia alla vista dei tanti corpi martoriati. Il reparto, dopo avere ricevuto le congratulazioni del colonnello di fronte all'incredulo tenente, allibito da tanta inaspettata ferocia sanguinaria, si allontana e i due si rivedono un'ultima volta, mentre Honus viene trascinato in catene, insieme ai pochi soldati che si sono rifiutati di partecipare al massacro. Katy viene avviata alle riserve insieme ad alcuni anziani e bambini cheyenne sopravvissuti, molti dei quali resi invalidi da orribili mutilazioni. Prima dei titoli di coda, la voce fuori campo descrive il vero avvenimento storico che ha ispirato il film.

## Analisi
Malgrado il massacro di Sand Creek sia avvenuto nel 1864, il film è ambientato nel 1877, come si deduce da una frase del protagonista che afferma che il proprio padre "è morto l'altr'anno nella battaglia del Little Bighorn col generale Custer" che si svolse nel 1876.
Quando il film venne girato, gli Stati Uniti erano impegnati nella contestata guerra del Vietnam, e molti critici videro un riferimento al massacro di Mỹ Lai. Il film, alla sua uscita e per molto tempo ancora, creò parecchio scalpore, in quanto denunciava l'ipocrisia e le menzogne che avevano costituito la storia fondante degli USA in merito alla politica adottata nei confronti dei nativi americani e all'idea antropologica che si aveva su essi, e perché in maniera non del tutto velata, criticava la Guerra del Vietnam. Il film divenne un manifesto di protesta della generazione che non si identificava con la società e la cultura fino a quel momento fortemente dominante negli USA, contribuendo ad alimentare un intenso dibattito storico-culturale e sociale che si sarebbe protratto anche negli anni successivi. 
Nel film si accenna peraltro a molte delle lotte e delle tematiche tipiche del movimento del Sessantotto: oltre al tema dei nativi americani e al Vietnam, al femminismo, incarnato dalla protagonista, al pacifismo e alla critica della società borghese, con le sue convenzioni relative, ad esempio, alle relazioni di coppia, alla famiglia, ai giovani, e ancora al razzismo, alla critica del concetto di patria, alla libertà e alla condanna del nazionalismo e del capitalismo americani con il loro imperialismo.

## Nella cultura di massa
A Soldato blu è ispirata la storia di Zagor Sandy River, scritta da Guido Nolitta, disegnata da Franco Donatelli e uscita nel 1976.